# عبد الرحمن النجومي
عبد الرحمن بن أحمد بن محمد بن عبد الرحمن ، واحد من أكثر أمراء الثورة المهدية وقادتها شهرة ومهارة، اشتغل بالتجارة قبل الإتضمام إليها في مراحل نشأتها الأولى وشارك في أهم معاركها الحربية وكلف بقيادة حملتها على مصر.

## ميلاده ونشأته
ولد عبد الرحمن أحمد محمد عبد الرحمن محمد أدريس الشهير بالأمير ود النجومي، في قرية مويس ريف شندى ولاية نهر النيل عام 1854 م من عائلة متدينة تنتمي إلى قبيلة النافعاب، إحدى بطون الجعليين،  وأبوه هو أحمد بن محمد بن عبد الرحمن الملقب بالنجومي ووالدته هي زينب بنت إبراهيم بن عبد الرحمن بن محمد بن الشيخ خوجلى أبو الجاز من قبيلة المحس توفي والده وهو رضيع في عامه الأول وانتقلت به والدته إلى حى الصبابى بالخرطوم بحري حيث ترعرع ونشأ في كنف جدها الشيخ خوجلى أبو الجاز صاحب المقام المعروف بإسمه في الخرطوم بحري بالسودان. وفي خلاوي الشيخ خوجلي تعلم مبادئ الدين، لينتقل بعدها إلى خلاوي الغبش، وشاء الله أن يلتقي هناك بمحمد أحمد بن عبد الله الذي كان يكبره بثمانية أعوام، حيث كان الرباط الروحي بينهما، وصداقة شاء الله أن تتصل، لتصنعا تاريخاً مجيداً للوطن وإعلاءً لراية الدين، وتطبيقاً لشرع الله.. وأصل لقب النجومي يعود إلى الجد الثاني للأمير عبد الرحمن وقد أشتهر بالورع والتقوى وحفظ القرآن في خلاوي المنطقة في سن مبكرة. وتعود قصة اللقب إلى أنه وفي حالة نشوب مشادة بين تلاميذ الخلوة غالباً ما كان النجومي الكبير يتدخل لفك المشادة ويقول لأقرانه «كب أنا الناجم»، أي أنا الذي يؤدب من خرج على طاعة معلمه، ومن هنا جاء لقب النجومي الذي لقب به أيضاً حفيده الأمير عبد الرحمن النجومي.
اضطرت عائلته للهجرة من قرية مويس بريفي شندي بعد مقتل إسماعيل كامل باشا، نجل خديوي مصر محمد علي باشا عند غزوه للسودان عام 1821 م، فراراً من انتقام صهره محمد بك الدفتردار.
شب عبد الرحمن النجومي في بيئة متدينة وتعلم القرآن علي يد الفكي هاشم (صاحب قبة الفكي هاشم بالخوجلاب حالياً). وفي إحدي رحلاته التجارية إلى جنوب السودان سمع اثناء مروره بالقرب من الجزيرة أبا بدعوة الإمام المهدي وبوجوده فيها، فقابله خلال رحلة عودته من الجنوب في أغسطس / آب 1881 م، وبايعه خليفة للرسول، وظل في رفقته وهاجر معه إلى جبل قدير بجنوب كردفان مع خمسمائة من الأنصار الآخرين.
حاز النجومي على إعجاب المهدي وثقته لما يتمتع بها من ميزات قيادية، وعينه المهدي أميراً للأمراء وقائداً عاماً على جميع قوات المهدية إبان حصار الخرطوم والتي سقطت علي يديه.
أرسله عبد الله التعايشي، خليفة المهدي، إلي بربر ليتولي قيادة القوة المطاردة للحملة الإنجليزية هناك، ثم أستدعي للمشاركة في حصار مدينة سنار والتي سقطت قبل أن يصل النجومي إليها.
تولي النجومي قيادة جيش المهدية في دنقلا ثم قيادة القوات التي أعدت لفتح مصر وتقدم بها حتي قتل في واقعة توشكي عام 1889م، عن عمر لا يتجاوز الخمسة والثلاثون عاما.

## أهم معارك النجومي

### شيكان
كان النجومي يقوم بتدريب قواته على استعمال السلاح ويشرف على تجهيزاتها، منذ أن علم المهدي بحملة وليام هيكس باشا وهدفها القضاء على الثورة المهدية. وكان تدريب الأنصار على استعمال السلاح الحديث الذي تم الإستيلاء عليه في حصار الأبيض كثيفاً ومستمراً، وقعت معركة شيكان في نوفمبر / تشرين الثاني، 1883 م بعد ستة أسابيع من ابتعاد هكس عن منطقة نهر النيل ومعاناته من شح المياه، وإخلاء الأهالي للقرى الواقعة في طريقه إلى كردفان بجانب تأثير قوات الأمير محمد أبو قرجة والتي تولى قيادتها فيما بعد الأمير حمدان أبو عنجة ومناوشاتها المستمرة على معنويات جيشه.

## خطة الأنصار للتصدي لجيش هكس باشا ودور النجومي فيها
تضمنت الخطة الآتي:
1. قصف حمدان أبوعنجة الليلي لكسر روح المقاومة في المربع الذي أقامه جيش الحملة قبل المعركة.
2. مفاجأة قوة العدو بإيقاعها في كمين لإحداث البلبلة وبثّ الرعب في صفوفها.
3. الهجوم على القوة المعادية من خلال ثلاث محاور بدءاً بالمحور الأمامي فالمحور الأيمن والمحور الأيسر.

بعد ليلة الأحد 4 نوفمبر / تشرين الثاني 1883 م، التي عرفت بليلة حمدان أبو عنجة أعدّ النجومي كمينه وأقام خندقاً في طريق هكس، وتحرك بقواته قاصداً غابة شيكان القريبة من مدينة الأبيّض. وفي صبيحة 5 نوفمبر / تشرين الثاني 1883م، وعند وصوله إلى المنطقة وقيامه بإعادة تنظيم الرايات بدأ القادة في احتلال مواقعهم الميدانية تأهباً للقتال، ففي حين احتلت قوات الراية الزرقاء بقيادة الأمير يعقوب الجانب الأيمن، رابطت قوة الراية الخضراء بقيادة الأمير موسى ود حلو الجانب الأيسر. تحرك هكس بمربعاته الثلاثة المثقلة بحمل الآليات والمعدات الحربية، في ليلة قاسية الأجواء وتقدم الجنرال المربع الأمامي في حين قاد اللواء علاء الدين باشا المربع الثاني، واللواء حسين مظهر، المربع الثالث.
انتهت المعركة بأقل خسائر للأنصار وهي 200 قتيل، بينما بلغت الخسائر في الطرف الأخر 13.000 قتيلاً. وكان لانتصار قوات المهدية على قوات الجنرال هكس أثراً كبير على مسار الثورة المهدية.

### اسباب نجاح خطة النجومي في شيكان
ظهرت براعة النجومي العسكرية في قيادته لقوات الخطوط الأولى والتي يعتبرها بعض المؤرخين عاملاً من العوامل المباشرة في هزيمة هكس وتمثلت في:
1. قيام النجومي بنصب كمين في طريق هكس أدي إلى تحقيق عنصر المفاجأة والذي أدى بدوره إلي التعجيل بالنصر بأقل قدر من الخسائر.
2. إستخدامه للفرسان لأول مرة بأعداد كبيرة لأختراق مربعات هكس الدفاعية.
3. تمكنه من الحفاظ على اندفاع قواته وإدخالها إلى موقع المعركة وهي في كامل حيويتها.
4. نجاح النجومي في العمل الإستخباري المضاد إذ تمكن من منع هكس من الحصول على معلومات عن قواته، مما ادى إلى تخبط هكس الذي أضطر مراراً لتغيير خططه.

### حصار الخرطوم
في صبيحة يوم 18 فبراير / شباط 1884م، رست باخرة الجنرال غوردون باشا، حكمدار عام السودان على رصيف الخرطوم، فإستقبله كبار الضباط وقناصل الدول الأجنبية والمشايخ والعمد وأعيان البلاد ورجال الدين، وأوضح مهمته أمامهم قائلاً: «إني بمقتضي هذا المرسوم قد سميت حاكماً عاماً ومفوضاً على كل السودان لأنظر مافيه من مشاكل».
أبلغ غوردون رؤسائه في مصر بتعذر إخلاء الخرطوم من الوجود التركي المصري وأوضح لهم انه لن ينصاع لأوامر الإستدعاء، إلا بعد الإطمئنان على حياة الجنود والمدنيين الموجوديين بالسودان، وكان من رأيه أن الإخلاء يتطلب عوناً خارجياً وعسكرياً وسياسياً إذا أريد حقن الدماء.
اختيار المهدي لإستراتيجية الحصار كان نتيجة تجاربه في الأبيض وبارا ولتجنب خسائر الهجوم المباشر.
وفي غضون ذلك بدات قوات المهدية بقيادة الشيخ عبيد ودبدر حصار الخرطوم في جبهتين، وتلاه في أبريل / نيسان 1884 ، محمد أبو قرجة الملقب بأمير البّرين والبحرين قادماً من مدينة الأبيض لتولى قيادة القوات العامة فاكتملت بذلك حلقة الحصار، ودارت بينه وقوات الحكومة بقيادة غوردون باشا معارك عديدة سجلت فيها القوات الحكومية انتصارات كادت أن تؤدي إلى زعزعة ثقة قوات الأنصار في أنفسهم كثيراً، ولولا قوة الدافع الديني لديها لإنهار الحصار وتشتت شملها.

#### مشاركة النجومي في حصار الخرطوم
صدرت تعليمات المهدي إلى النجومي الذي كان يقاتل المرتديين عن المهدية في جبل الداير بجنوب كردفان، بالتحرك فوراً إلي الخرطوم وتولي القيادة العامة للقوات التي كانت تحاصرها. وكان في إمرته 1500 من المجاهدين و 5000 من العرب المزودين بالأسلحة النارية. وصل النجومي إلي منطقة الخرطوم بعد أن سمّاه المهدي أميراَ للأمراء في أول سبتمبر / أيلول 1884 م، قادماً من الرهد بالغرب الأوسط للسودان، وأختار مقر قيادته العامة في المنطقة الواقعة جنوب إستحكامات الخرطوم وسورها على مسافة مناسبة من مجرى نهر النيل الأبيض، شمال حلة شجرة محو بك (ضاخية الشجرة الحالية).
بعد أن اكمل النجومي استعداداته القتالية بدأ في تنفيذ مرحلة تتكون من خليط من الدبلوماسية والحرب النفسية، فبعث برسائل إلى غوردون وأخرى إلى أهالي الخرطوم متيحاً لهم فرصة الإستسلام لضمان سلامة أرواحهم وأموالهم، وجاء خطابه إلى غوردون مختصراً وصارماً على النحو التالي: «اعلم انا ود النجومي أمير امراء المهدية وفاتح كردفان والداير وجئتك بجيوش لا طاقة لك بها ومدافع لا قدرة لك باحتمالها فسلم تسلم، ولا تسفك دماء العساكر والأهالي بعنادك. والسلام» وكان رد غوردون باشا على هذا الخطاب جافاً بقوله «لقد اطلعنا على خطابك، وأنا لست مبالياً بك ولا بسيدك المهدي وسوف يحل بك ما حل بابي قرجة والشيخ العبيد ود بدر، وخلي عنك شقشقة اللسان وكسر الهريات وجرب نفسك. والسلام»، ورغم جفاء غوردون واصل النجومي حثّ أعدائه على الاستسلام حقناً للدماء وعمل على تسريب خطاباته إلى المدينة المحاصرة بواسطة جواسيس المنازل واسواق المدينة في الوقت الذي كانت فيه قواته تطبق الخناق عليهم وتسد المنافذ إليهم على أمل ان يحملهم الجوع على الإستسلام.

#### خطة النجومي للهجوم على الخرطوم
شدد النجومي الحصار على المدينة بدقة واستمرت الأعمال العدائية واعمال القناصة ضد العدو بشكل يومي وكانت المكاتبات جارية بين المهدي وغوردون حتى هزيمة الأنصار في معركة أبو طليح بالقرب من شندي بواسطة حملة الإنقاذ البريطانية وتبعها قراره ببدء الهجوم على الخرطوم في يوم 26 يناير / كانون الثاني 1885 م، وكلف النجومي بتنفيذ خطة الهجوم التي تتلخص في تقسيم قواته إلى قسمين رئيسين هما:
1. القسم الأول ويتكون من حملة الأسلحة النارية والمدافع بقيادة محمد عثمان أبو قرجة ومهمته الانتشار على طول الخطوط المواجهة لدفاع واستحكامات العدو واحكام الرماية عليه بالاسلحة النارية والمدافع وقت الهجوم بقصد تثبيت قوات الحكومة كلها في المواجهة وانشغالها بالكامل عن هدفها الحقيقي.
2. القسم الثاني والرئيسي ويتكون في أغلبيته من حملة الاسلحة البيضاء مع عدد من الاسلحة النارية ويقوده عبد الرحمن النجومي نفسه وواجبه هو اقتحام الثغرة على شاطئ النيل الأبيض ومهاجمة قوات الحكومة في الاستحكامات من الخلف بعد أن يتم تشتيتهم بواسطة القسم الأول. وبعد اكتساح قوات الدفاع في نقاط الاستحكام تتم مطاردة الفلول في داخل المدينة وتمشيطها واقتحام سرايا غوردون لمنعه من الهروب بالبواخر الراسية على ضفاف النيل.

#### تنفيذ خطة الهجوم على الخرطوم
قام النجومي بتنفيذ خطته هذه. وفي منتصف ليلتي 25 و26 يناير / كانون الثاني 1885 م، قام بتوزيع قوات القسم الأول بسرية وهدوء، حتى أن المدافعين عن الاستحكامات لم يشعروا بذلك. واتخذت اتخذت القوات مواقع لها على مسافة تقلّ عن 300 متر من خط الدفاع على طول ضفة النيل الأبيض وحتى النيل الأزرق في الوقت الذي كان يتم فيه تجميع أكثر من 15 ألف مقاتل تجاه الثغرة الضيقة على شاطئ النيل الأبيض.
قبيل الفجر مباشرة فتح القسم الأول نيران مدافعه واسلحته على طول استحكامات العدو وبدأ المدافعون في الرد عليهم بكل امكانياتهم، ثم اندفع المهاجمون من القسم الثاني وعلى رأسهم عبد الرحمن النجومي مقتحمين الثغرة وتمكنوا من إبادة القوات القليلة التي كانت تحميها بينما ولت الباخرتين النيليتين اللتان كانتا في حماية الثغرة بالفرار إلى عرض النهر فتدفقت موجة المهاجمين واكتسحت قوات غوردون المرابطة في استحكاماتها من الخلف.
وفي أقل من ساعة واحدة أبيدت القوات الحكومة التي كانت منتشرة بين النيل الأبيض وحتى بداية بوابة المسلمية (كوبري المسلمية حالياً) وبوابة منطقة كوبري الحرية الحالي بجنوب الخرطوم، وتمكنت قوات النجومي من فتح هاتين البوابتين مما أتاح لقوات القسم الأول من المشاركة بشكل مباشر في المعركة.
وبانهيار مقاومة القوات التركية المصرية اندفعت قوات النجومي نحو المدينة لتطهيرها وتم في ساعات قلائل أسر كل من بقي حياً من الجنود وانتهت المعركة في ضحى ذلك اليوم بوقوع خسائر قليلة على جانب قوات النجومي.

#### مقتل غوردون باشا
اثناء هجوم القسم الثاني اندفعت قوة صغيرة من قوات النجومي متفرقة في شوارع المدينة بسرعة شديدة قاصدة سرايا الحكمدار لاعتقال غوردون باشا الذي سقط صريعاً اثناء المقاومة هو وحرسه الخاص في ظروف غير واضحة، معلناً بذلك نهاية فصل في الحكم الإنجليزي المصري وبداية مرحلة جديدة في تاريخ السودان.

### استدعاء النجومي للمشاركة في حملة الشمال
تولي الخليفة عبد الله التعايشي مقاليد السلطة في الدولة المهدية بالسودان بعد وفاة المهدي وعمل على تحقيق تطلعات المهدي، فأرسل في طلب ود النجومي الذي كان يعسكر في المتمة منذ فبراير / شباط 1885 م، بعد مطارته لحملة الأنقاذ البريطانية التي كانت مكلفة بضمان انسحاب آمن للقوات المصرية التركية، واوكل إليه مهمة فتح مصر.
غادر النجومي أم درمان في 26 نوفمبر / تشرين الثاني 1885 م، ووصل إلى بربر في 20 ديسمبر / كانون الأول من العام نفسه، ولم يبارحها إلا بعد شهر. وبرزت من البداية عدة مشاكل منها:
1. انعدام التجانس بين تكوينات الحملة.
2. مشكلة قلة المؤن والإمدادات.
3. سوء احوال النقل والإتصال.

استمرت الإستعدادات لتحريك جيوش المهدية نحو الحدود مع مصر بالرغم من اشتداد المجاعة التي ضربت بالسودان عام 1889 م والمعروفة محلياً بمجاعة سنة ستة (هجرية) مما جعل الخليفة عبد الله يستعجل تشكيل الجيوش وقرر أن يكون تقدم اقسامها نحو الحدود سرية واحدة أثر أخرى وطائفة بعد طائفة، واجتمع الأمير يونس ود الدكيم بقادة سراياه ووضعوا اللمسات الأخيرة لخطة التحركات، وتم اختيار عبد الرحمن النجومي قائد السرية الأولي (سرية المقدمة)، وذلك لما له من شهرة جيدة في أمور القيادة وسط الأنصار ولمعرفته التامة بخطط الأعداء وخبرته الواسعة جراء مشاركته في معارك المهدية السابقة.
واصل النجومي تقدمه حتى وصل إلى منطقة معتوقة حيث عسكر فيها وقام بتقسيم جيشه إلى ثلاثة أقسام وجعل عبد الحليم مساعد، وكيلاً ومعاوناً له: 
1. القسم الأول ويضم مقاتلين من قبائل الجعليين والبطاحيين بقيادة ابن أخيه أحمد البشير الآمين.
2. القسم الثاني ويضم مقاتلي قبائل الدناقلة والمولدين بقيادة الأمير عثمان أزرق.
3. القسم الثالث ويشمل قبائل البقارة من حمر، وهبانية، وأولاد حميد ومسيرية، بقيادة إسماعيل عبد المجيد المنتمي إلى أولاد حميد.

ومن جانبها اهتمت الحكومة المصرية بأمر قواتها المرابطة على الحدود الجنوبية واوسارعت إلى إرسال تعزيزات تم توزيعها على الحاميات الحدودية في آبار المرات قاليب، وكركر، وأسوان، ووادي حلفا، وحرص، وأرقين. وكانت قوات أسوان تمثل الاحتياط لهذه الحاميات.

#### معركة أرقين
كانت قوات النجومي ترمي إلي بلوغ مورد المياه في أرقين بينما كان الجنوال البريطاني ودهاوس يتابع أخبار الحملة وسيرها أولاً بأول، فسبقها في الوصول الي أرقين بإثنتين من البواخر النيلية قوامهما 2500 فرد، إضافة إلي 130 جندي آخرين من جنود الهجانة (التي تمتطي ظهور الجمال) وثمانية مدافع وقوة الأورطة السودانية التاسعة عشرة والحادية عشرة. وتم تحصين المدينة في انتظار الحملة التي أعياها المسير عبر الصحراء وأنهكها العطش.
أصدر ود النجومي أوامره بأن يتم فتح الطريق لجلب الماء للجيش، وبإستخدام عبد الحليم مساعد لخور متصب بالنيل وصلت قوة النجومي إلى مورد الماء بدوابها وأخذت كفايتها من الماء وفي العودة قسمت القوة إلي ثلاث أجنحة: الميمنة والميسرة والوسط، وتمكنت من احتلال أجزاء من أرقين. دارت معركة عنيفة لطرد قوات ود النجومي من القرية وكانت خسائرها جسيمة بلغت 90 قتيلاً و500 أسير، وجرح معظم ما تبقي منها، في حين لم تتجاوز خسائر العدو 11 قتيلاً و 60 جرحياً.

#### انسحاب النجومي من أرقين
إنسحب ود النجومي جنوباً إلي تلال أرقين. وفي اليوم التالي لانسحابه عقد مجلساً للقادة والأمراء للتشاور في الأمر فاقترح عبد الحليم مساعدالإنسحاب جنوباً لعدم تكافؤ القوات مع جيش العدو بالإضافة إلي عدم وصول أية تعزيزات من دنقلا، إلا أن النجومي رفض الاقتراح وثار غاضباً وقال: «لن أعود محمولاً على الأعناق» وبدأت الخلافات تدّب بين الأمراء، مما أثر سلباً على الروح المعنوية للجنود إلى جانب الآثار التي تركتها على نفوسهم الهزيمة في أرقين. بلغت الخلافات إلى حد عدم تنفيذ الأوامر، حيث رفض القائد عبد السلام بله التحرك نحو مورد الماء بل هرب ومعه عددا من ملازميه من الجبهة نهائياً، وتداول بين الناس أن ود النجومي يقود حملته إلي نهاية مؤكدة، وتوال هروب الكثيرين من جنوده. وكتب ود النجومي إلى الأمير يونس الدكيم واصفاً له حالة الجند من تعب ومرض وجوع وعدم تعاون من قبل الأهالي معهم وانضمامهم للأعداء وهروب الكثيرين منهم ونفاذ الذخائر وطلب منه إرسال مدد بالذخائر وبالرجال ما لا يقل عن 2000 رجل على جناح السرعة، فما كان من ود الدكيم إلا أن كتب للخليفة ناقلاً إليه وصف النجومي للحالة التي عليها الجند وجدب المنطقة ومؤكداً على عدم استطاعته إرسال أية نجدة إلى ود النجومي الذي توغل في أرض العدو كما أوضح له عدم تعاون الكثير من القبائل التي حوله.

#### التقدم شمالاً
رغم هذه الظروف كلها كان النجومي يصر على التقدم شمالاً في وقت كان فيه الجنرال جرانفيل يتابع أخبار الحملة أولاً بأول، بينما عسكر ودهاوس بجنوده على ضفاف النيل ليمنعهم من الماء وعندما علم الجنرال جرانفيل بالحالة المزرية لقوات النجومي كتب إليه واصفاً الحالة الجيدة لحملته وأمره بالإستسلام قائلاً: «إن الخليفة أرسلكم للهلاك، فإن تقدمت تجد جيش الإنجليز متعطشاً لدمائكم وإن عدت فقوات حلفا جاهزة لإبادتكم وإن بقيت مكانك متّ من العطش، فلا أمامك إلا الإستسلام»، لكن ود النجومي استقبل هذه الرسالة بفتور شديد وكان رده نابعاً من إيمانه بمهديته وتصميمه على القتال من أجلها، فرد على جرانفيل قائلاً: «ندعوك للإسلام ولا تعتمد على قوة جيشك وعتادك فإن الله سينصر عباده المؤمنين.» وطلب منه أن يستسلم هو، وكتب للخليفة شارحاً له ما قام به فبارك له الخليفة رده.
قبيل تحرك ود النجومي من مواقعه هرب كاتبه حسن الحبشي إلي معسكر الجنرال ودهاوس ونقل إليه صورة حية عن معسكر ود النجومي وإحصائيات مفصلة عن الحملة على النحو التالي:«2821 محارب، 309 بنادق، 132 جواد،200 جمل، 4000 من النساء والأطفال، بالإضافة إلى تعزيزات بقيادة على ود سعد وكمين النور التي وصلت في 25 يوليو / تموز 1889 م، وتتكون من 500 مقاتل، 3000 بندقية مع عدم حملهم لأي مؤن.»

#### معركة توشكي
تحرك النجومي بعد وصول التعزيزات وتنظيم قواته في 28 يوليو / تموز 1889 م قاصداً توشكي وترك ورائه الكثير من المرضى والجرحى الذين تعذر عليهم مواصلة السير، ووصل إلي تلال توشكي وعسكر عند سفحها الغربي في أول أغسطس / آب 1889 م، حتى يكون بعيداً عن مرمى نيران العدو الذي كان يطاردهم انطلاقاً من ضفاف النيل، في حين إنخفض تعداد جيش النجومي إلي 3000 مقاتل فقط، أما من الجانب الأخر فقد إنضمت قوات ود هاوس التي كانت تتابع النجومي إلي القوات المصرية بقيادة السردار جرانفيل وأصبحت قوة واحدة تحت قيادة جرانفيل وكانت على النحو التالي: 
1. 500 من الفرسان الراكبة بقيادة اللواء كتشنر باشا.
2. 240 من الطوبجية ومعهم 8 مدافع بقيادة القائمقام ويندل بك.
3. لواء مشاة من قوة ود هاوس قوامها 1500 جندي.
4. فريق طبي يتكون من 70 فرداً.

وفي الثالث من أغسطس / آب واصل النجومي تقدمه شمالاً، لكن لواء كتشنر تصدى له فبادر النجومي بإطلاق نيران كثيفة على قوات كتشنر مما اضطره إلي الانسحاب خلف التلال على بعد نصف ميل من جهة مجرى نهرالنيل ومن هناك بدأ في ضرب قوات النجومي. حاول النجومي تركيز هجومه على قيادة القوات المصرية الراكبة والتي كانت بقيادة جرانفيل وإجباره على التراجع والاستعانة بمدفعية الطوبجية لمواجهة هجوم النجومي. وبازدياد كثافة النيران على قواته اضطر النجومي إلى وقف الهجوم الذي لم يحقق أي اختراق في صف العدو، وغير اتجاه تقدم قواته نحو الشمال الغربي، لكن لواء كتشنر كان قد احتل مواقع ذلك الاتجاه فتصدى لقوات النجومي وتمكن من ايقاف تقدمها نحو ذلك الاتجاه وبذلك أصبحت قوات النجومي شبه محاصرة بين فكي كماشة.

#### مصرع النجومي
عندما أدرك النجومي خسارته اختار لمحاولته الأخيرة منطقة منبسطة الأرض صف فيها قواته ونشر حملة البنادق في الامام وخلفهم حاملي السيوف والحراب وأمر بنقل النساء والأطفال في مكان منخفض بعيداً عن النيران واستعد لمواجهة العدو.
قامت القوات المصرية بشن هجوم مركز على قوات النجومي فتصدت لها قوات النجومي وقاتلت قتالاً شرسا لكنها لم تستطع الصمود وتكبدت خسائر فادحة مما اضطرت إلى التقهقر والتفرغ بعد فقدان عدد كبير من اقادتها، وبذل النجومي جهودا لإعادة تجميع قواته وتنظيمها لمواصلة القتال، فلاحظ ذلك جرانفيل ووجه نحوه قوة راجلة للقضاء عليه وسقط الأمير النجومي على الأرض ليسلمّ الروح فحمله ملازميه على ظهر جمل وحاولوا الإفلات به من قوات العدو، الا إنها لحقت بهم واستولت على الجثمان وتفرقت بقية قوات النجومي بعد الهزيمة التي لحقت بها وانسحبت جنوبا لتطاردها القوات القوات البريطانية التي قضت علي جزء كبير منها وقد استشهد في المعركة غير المتكافئة حوالي 1500 مقاتل من قوات النجومي وبهزيمة توشكي بدء العد التنازلي لدولة المهدية في السودان.

#### أسباب الهزيمة في توشكي
تتلخص اسباب الهزيمة في الأتي:
- عدم تجانس عناصر حملة عبد الرحمن النجومي مما أدي إلى ظهور خلافات القادة.
- عدم توفر المؤن والإمدادات مما أثر على فعالية الأفراد وأدي إلي خفض روحهم المعنوية.
- قلة وسائل النقل في بداية الحملة وانعدامها تماماً عندما احتدم القتال.
- زيادة العبء الإداري باصطحاب النساء والأطفال.
- إلإفتقار للخدمات الطبية.
- تعنت ود النجومي واعتداده برأيه وعدم أخذه بمشورة الأمراء.
- تفوق العدو في القوة والتدريب.
- عدم توفر المعلومات عن قوات العدو.
- مركزية إتخاذ القرار من خلال الرجوع إلى أم درمان قبل إصدار الأوامر للجنود.
- تفشي المجاعة المعروفة بمجاعة (سنة ستة) في عام 1306 هـ (1889م والتي أثرت تأثيراً كبيراً على اقتصاد البلاد.

## الصفات الشخصية لعبد الرحمن النجومي
عُرف عن الأمير عبد الرحمن النجومي، كالكثيرين غيره من قادة وأمراء الثورة المهدية بالسودان بخصال الشجاعة والثبات والإقدام، إلى جانب الولاءالمطلق للثورة المهدية وقوة الإيمان الروحي العميق والثقة. كما عُرف بقدرته على التخطيط الجيد للعمليات الهجومية والدقة في التنفيذ كما اتضح في حصار الخرطوم ومعركة شيكان، فضلاً عن الانضباط العالي حيث امتثل لأوامر الخليفة بتسليم قيادة حملة الشمال للأمير يونس ود دكيم، وظل تحت إمرته. لكن النجومي بعض خصال النجومي القيادية وطباعه كانت ذات أثر غير ايجابي فالثقة المفرطة بالنفس التي أبداها خاصة بعد الانتصارات العسكرية المتكررة منذ بداية الثورة المهدية وحتي سقوط الخرطوم دفعته إلى الاستهانة بالقدرة العسكرية للأعداء والإستخفاف بها وإهمال الجانب الإستخباري في حملة الشمال، علاوة على العناد والإصرار على الرأي الذي عرف به والذي اتضح في حملة الشمال كان سبباً في تعجيل الهزيمة.